# Krasheninnikov (volcán)

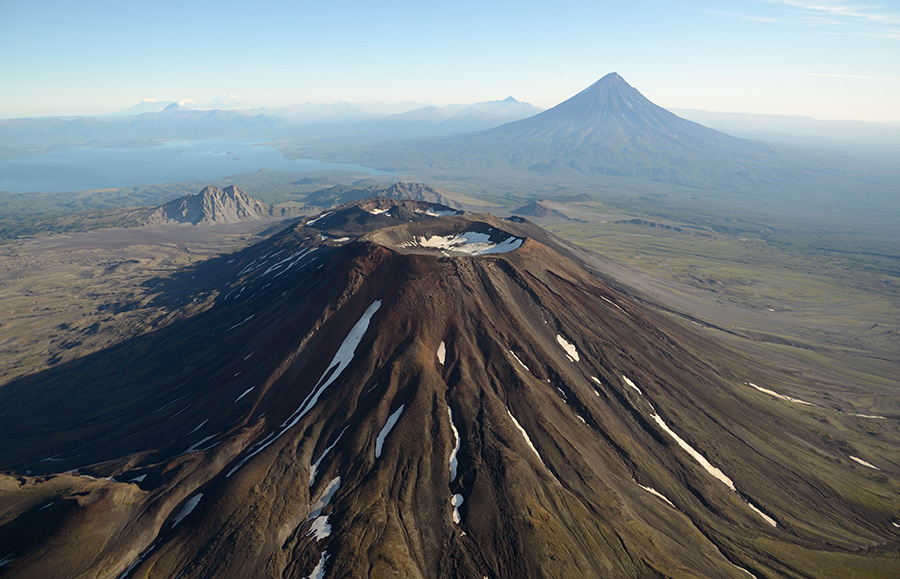
Volcán Krasheninnikov, con el lago Kronotskoye y el volcán Kronotsky al fondo.

Krasheninnikov es un complejo de dos estratovolcanes superpuestos dentro de una gran caldera en la costa oriental de la península de Kamchatka, Rusia. Se encuentra en la Reserva Natural Kronotsky, al sur del lago Kronotskoye, y que recibe su nombre del explorador Stepan Krasheninnikov.

## Geología
El arco de islas Kuriles-Kamchatka contiene más de 60 volcanes recientemente activos. El macizo del volcán Krasheninnikov contiene dos estratovolcanes superpuestos formados por tres edificios, y el cono parcial histórico más reciente del cono norte se denomina cono medio norte. Según el Programa de Vulcanismo Global del Instituto Smithsoniano, la última erupción del Krasheninnikov antes de 2025 fue datada en 1550 utilizando tefrocronología. 
La tefra de la erupción en formación de la caldera se encuentra encima del material de la erupción de otro volcán de hace 39 000 años, y recientemente se ha datado en 30 000 años, cuando el volumen eruptivo se depositó hasta 200 kilómetros al norte. El cono sur de los dos es más antiguo y se construyó durante un período de 4500 años, a partir de hace 11 000 años. El cono norte, en el que han surgido lavas andesíticas y tefra, comenzó a formarse después de que se completara el cono sur, y la mayor parte se depositó entre 2200 y 2400 años atrás. Otra muestra de los productos eruptivos de Krasheninnikov resultó ser dacita.

## Geografía
Situado en una caldera alargada de un antiguo volcán escudo, de aproximadamente 9 km de largo. La edad de la caldera se estima en aproximadamente 39 600 años. Los restos del antiguo volcán en forma de cresta anular han sobrevivido solo en algunos lugares. Dos de sus propios conos fusionados han crecido desde la caldera hasta una altura de 800 metros. El cono sur, que es más alto, tiene un cráter en la cima de aproximadamente 750 m de diámetro y 100 m de profundidad. El fondo y las laderas están ocupados por un glaciar. El cono norte consta de tres conos, ubicados uno encima del otro en secuencia: el más bajo tiene un cráter de 1,5 km de diámetro; desde su fondo creció el cono medio con un cráter de 600 m de diámetro; y finalmente, desde su centro se elevó el tercer cono, de aproximadamente 50 m de altura, con un pequeño cráter en la cima. El volcán Krasheninnikov es masivo. Está compuesto por basaltos y dacitas con predominio de variedades basalto-andesita-basalto.

## Actividad reciente
El 3 de agosto de 2025, comenzó la primera erupción del Krasheninnikov desde el siglo XVI, solo cuatro días después del terremoto de 2025 en la península de Kamchatka.

## Galería
|  |
|  |

|  |
|  |

|  |
|  |